# Reuven Amitai
Reuven Amitai (hebreu: ראובן עמיתי‎, Reuvén Amitay) o Reuven Amitai-Preiss (Filadèlfia, 1955) és un historiador i orientalista israeloestatunidenc.
El 1976, quan ja s'havia graduat per la Universitat de Pennsilvània, emprengué l'aliyà cap a Israel. Després de treballar durant uns anys en un quibuts, obtingué un màster per la Universitat Hebrea de Jerusalem i el 1990 s'hi doctorà.
Ocupa la Càtedra Eliyahu Elath d'Història de l'Islam a la Universitat Hebrea de Jerusalem i ha tingut una sèrie de funcions importants en l'organigrama de la institució. Ha estat dues vegades director de l'Institut d'Estudis Asiàtics i Africans (2001-2004 i 2008-2010), cap del Departament d'Estudis Islàmics i de l'Orient Mitjà (1997-2001) i, des del 2010, degà de la Facultat d'Humanitats. A més a més, fou el primer director del Centre d'Estudis Islàmics Nehemia Levtzion de la Universitat Hebrea (2004-2007).
Ha dut a terme nombroses visites de recerca en llocs com ara la Universitat de Princeton (1990-1991), Oxford (1996-1997) i el seminari de l'Àsia Central de la Universitat de Bonn (2004). Fou professor convidat de ciències de la religió a l'École pratique des hautes études de París (2007).
Entre el 2007 i el 2009, impulsà el projecte de recerca Slavery in the Later Medieval Mediterranean ('Esclavitud a la Mediterrània en la baixa edat mitjana') juntament amb Christoph Cluse.